# Pseudastur
Pseudastur — рід яструбоподібних птахів родини яструбових (Accipitridae). Представники цього роду мешкають в Мексиці, Центральній і Південній Америці. Традиційно їх відносили до роду Неотропічний канюк (Leucopternis), однак, за результатами низки молекулярно-філогенетичних досліджень, які показали поліфілітичність цього роду, їх було переведено до відновленого роду Pseudastur.

## Види
Виділяють три види:
- Канюк сизокрилий (Pseudastur polionotus)
- Канюк білий (Pseudastur albicollis)
- Канюк сіроголовий (Pseudastur occidentalis)

## Етимологія
Наукова назва роду Pseudastur походить від сполучення слова дав.-гр. ψευδος — несправжній і наукової назви роду Astur Lacépède, 1801 (синонім роду Яструб Accipiter).